# Super League 2021-2022 (pallavolo maschile, Inghilterra)
La Super League 2021-2022, 43ª edizione della massima serie del campionato inglese di pallavolo maschile si è svolta dal 2 ottobre 2021 al 10 aprile 2022: al torneo hanno partecipato nove squadre di club inglesi e la vittoria finale è andata per la prima volta alla Durham University.

## Regolamento

### Formula
Le squadre hanno disputato un girone all'italiana, con gare di andata e ritorno. Al termine della stagione la squadra prima classificata ha ottenuto il titolo di Campione d'Inghilterra, mentre l'ultima classificata è stata retrocessa in Division 1.

### Criteri di classifica
Se il risultato finale è stato di 3-0 o 3-1 sono stati assegnati 3 punti alla squadra vincente e 0 a quella sconfitta, se il risultato finale è stato di 3-2 sono stati assegnati 2 punti alla squadra vincente e 1 a quella sconfitta.
L'ordine del posizionamento in classifica è stato definito in base a:
- Punti;
- Ratio dei set vinti/persi;
- Ratio dei punti realizzati/subiti;
- Risultato degli scontri diretti[2].

## Squadre partecipanti
| Club               | Stagione | Città                | Stagione precedente      |
| ------------------ | -------- | -------------------- | ------------------------ |
| Durham University  | dettagli | Durham               | campionato non disputato |
| Leeds              | dettagli | Leeds                | campionato non disputato |
| Malory Eagles      | dettagli | Londra               | campionato non disputato |
| Newcastle Staffs   | dettagli | Newcastle-under-Lyme | campionato non disputato |
| Polonia London     | dettagli | Londra               | campionato non disputato |
| Richmond Docklands | dettagli | Richmond             | campionato non disputato |
| Sheffield          | dettagli | Sheffield            | campionato non disputato |
| Sunderland         | dettagli | Sunderland           | campionato non disputato |
| Team Essex         | dettagli | Colchester           | campionato non disputato |

## Torneo

### Risultati
| Partite |                                        |     |                                   |
|         |                                        |     |                                   |
| 02-10   | Leeds - Sheffield                      | 0-3 | 22-25, 16-25, 14-25               |
| 02-10   | Sunderland - Newcastle Staffs          | 1-3 | 25-11, 19-25, 11-25, 15-25        |
| 02-10   | Durham University - Richmond Docklands | 3-1 | 24-26, 25-16, 25-13, 25-21        |
| 03-10   | Sheffield - Richmond Docklands         | 0-3 | 19-25, 19-25, 15-25               |
| 16-10   | Sheffield - Newcastle Staffs           | 0-3 | 12-25, 21-25, 8-25                |
| 16-10   | Durham University - Sunderland         | 3-0 | 25-17, 25-15, 25-21               |
| 16-10   | Team Essex - Richmond Docklands        | 0-3 | 23-25, 16-25, 12-25               |
| 17-10   | Malory Eagles - Team Essex             | 3-0 | 25-19, 28-26, 25-20               |
| 17-10   | Durham University - Newcastle Staffs   | 3-1 | 30-28, 25-20, 22-25, 25-11        |
| 23-10   | Team Essex - Sheffield                 | 3-2 | 25-16, 25-15, 19-25, 23-25, 15-11 |
| 24-10   | Malory Eagles - Richmond Docklands     | 3-0 | 25-23, 25-18, 25-17               |
| 24-10   | Sunderland - Leeds                     | 3-0 | 25-22, 25-14, 25-22               |
| 30-10   | Sunderland - Polonia London            | 0-3 | 19-25, 25-27, 21-25               |
| 30-10   | Sheffield - Durham University          | 0-3 | 16-25, 22-25, 19-25               |
| 30-10   | Richmond Docklands - Leeds             | 3-0 | 25-19, 25-18, 26-24               |
| 06-11   | Malory Eagles - Polonia London         | 2-3 | 23-25, 25-21, 32-30, 16-25, 13-15 |
| 06-11   | Newcastle Staffs - Sunderland          | 3-1 | 25-16, 25-16, 22-25, 25-21        |
| 06-11   | Durham University - Leeds              | 3-1 | 25-16, 25-15, 22-25, 25-19        |
| 07-11   | Polonia London - Team Essex            | 3-0 | 25-21, 25-23, 25-20               |
| 20-11   | Team Essex - Durham University         | 3-1 | 27-25, 29-27, 21-25, 25-18        |
| 20-11   | Malory Eagles - Leeds                  | 3-1 | 25-14, 25-16, 23-25, 25-22        |
| 20-11   | Polonia London - Newcastle Staffs      | 3-0 | 25-13, 25-19, 25-23               |
| 21-11   | Richmond Docklands - Durham University | 3-1 | 25-14, 24-26, 25-23, 25-22        |
| 27-11   | Newcastle Staffs - Leeds               | 3-0 | 25-22, 25-18, 25-21               |
| 27-11   | Sheffield - Sunderland                 | 0-3 | 16-25, 22-25, 22-25               |
| 27-11   | Richmond Docklands - Polonia London    | 0-3 | 17-25, 20-25, 23-25               |
| 28-11   | Leeds - Sunderland                     | 3-0 | 25-21, 25-21, 30-28               |
| 28-11   | Richmond Docklands - Team Essex        | 3-0 | 25-18, 25-22, 25-23               |
| 04-12   | Durham University - Sheffield          | 3-1 | 25-16, 25-18, 22-25, 25-14        |
| 04-12   | Leeds - Richmond Docklands             | 0-3 | 19-25, 22-25, 21-25               |
| 04-12   | Team Essex - Newcastle Staffs          | 1-3 | 20-25, 22-25, 25-23, 20-25        |
| 05-12   | Sunderland - Richmond Docklands        | 0-3 | 18-25, 18-25, 19-25               |
| 11-12   | Malory Eagles - Durham University      | 1-3 | 23-25, 25-23, 21-25, 21-25        |
| 12-12   | Richmond Docklands - Newcastle Staffs  | 3-1 | 21-25, 25-23, 25-19, 25-23        |
| 12-12   | Polonia London - Durham University     | 1-3 | 16-25, 25-22, 23-25, 20-25        |
| 15-01   | Malory Eagles - Sheffield              | 3-0 | 25-17, 25-21, 25-9                |

| Partite |                                       |     |                                   |
|         |                                       |     |                                   |
| 22-01   | Leeds - Durham University             | 0-3 | 17-25, 10-25, 16-25               |
| 22-01   | Team Essex - Sunderland               | 0-3 | 21-25, 22-25, 22-25               |
| 22-01   | Richmond Docklands - Sheffield        | 3-0 | 25-17, 25-21, 25-18               |
| 22-01   | Polonia London - Malory Eagles        | 0-3 | 23-25, 17-25, 19-25               |
| 23-01   | Polonia London - Sunderland           | 0-3 | 23-25, 17-25, 19-25               |
| 12-02   | Team Essex - Leeds                    | 3-1 | 21-25, 25-22, 25-18, 25-18        |
| 12-02   | Sunderland - Durham University        | 0-3 | 19-25, 19-25, 18-25               |
| 12-02   | Richmond Docklands - Malory Eagles    | 3-2 | 25-11, 22-25, 22-25, 29-27, 15-12 |
| 13-02   | Polonia London - Leeds                | 3-2 | 21-25, 23-25, 25-12, 25-14, 15-11 |
| 19-02   | Durham University - Polonia London    | 3-1 | 25-20, 15-25, 25-12, 28-26        |
| 19-02   | Sheffield - Team Essex                | 3-1 | 21-25, 25-23, 25-23, 25-19        |
| 19-02   | Malory Eagles - Sunderland            | 3-1 | 30-28, 25-27, 25-22, 25-13        |
| 19-02   | Newcastle Staffs - Richmond Docklands | 3-0 | 25-21, 25-22, 28-26               |
| 20-02   | Leeds - Team Essex                    | 1-3 | 25-18, 21-25, 24-26, 17-25        |
| 20-02   | Richmond Docklands - Sunderland       | 3-0 | 25-15, 25-15, 25-17               |
| 20-02   | Newcastle Staffs - Sheffield          | 3-1 | 25-15, 25-15, 19-25, 25-19        |
| 27-02   | Newcastle Staffs - Team Essex         | 3-1 | 25-22, 23-25, 25-19, 25-21        |
| 05-03   | Malory Eagles - Newcastle Staffs      | 3-1 | 25-21, 22-25, 25-15, 25-23        |
| 05-03   | Sheffield - Leeds                     | 2-3 | 20-25, 25-21, 23-25, 25-17, 9-15  |
| 05-03   | Team Essex - Polonia London           | 3-2 | 27-29, 23-25, 25-13, 25-22, 18-16 |
| 12-03   | Leeds - Malory Eagles                 | 1-3 | 17-25, 25-16, 21-25, 16-25        |
| 12-03   | Durham University - Team Essex        | 3-0 | 25-16, 25-20, 25-16               |
| 13-03   | Sunderland - Team Essex               | 3-2 | 19-25, 19-25, 25-23, 25-15, 15-5  |
| 13-03   | Sheffield - Malory Eagles             | 0-3 | 19-25, 8-25, 15-25                |
| 19-03   | Newcastle Staffs - Polonia London     | 2-3 | 18-25, 21-25, 28-26, 28-26, 10-15 |
| 19-03   | Team Essex - Malory Eagles            | 0-3 | 17-25, 22-25, 22-25               |
| 26-03   | Leeds - Newcastle Staffs              | 1-3 | 21-25, 21-25, 27-25, 10-25        |
| 26-03   | Sunderland - Sheffield                | 3-2 | 19-25, 25-16, 20-25, 27-25, 16-14 |
| 26-03   | Polonia London - Richmond Docklands   | 0-3 | 22-25, 16-25, 20-25               |
| 02-04   | Durham University - Malory Eagles     | 3-1 | 23-25, 25-14, 25-23, 25-22        |
| 02-04   | Sheffield - Polonia London            | 2-3 | 15-25, 20-25, 29-27, 25-19, 14-16 |
| 03-04   | Sunderland - Malory Eagles            | 2-3 | 18-25, 21-25, 25-22, 25-22, 9-15  |
| 03-04   | Leeds - Polonia London                | 3-2 | 24-26, 18-25, 25-21, 25-19, 15-11 |
| 09-04   | Newcastle Staffs - Durham University  | 1-3 | 19-25, 25-21, 19-25, 20-25        |
| 09-04   | Polonia London - Sheffield            | 3-1 | 25-16, 25-16, 23-25, 25-8         |
| 10-04   | Newcastle Staffs - Malory Eagles      | 2-3 | 25-17, 25-23, 19-25, 19-25, 13-15 |

### Classifica
| Pos. | Squadra            | Pt | G  | V  | P  | SV | SP | Ratio | PF    | PS    | Ratio |
| ---- | ------------------ | -- | -- | -- | -- | -- | -- | ----- | ----- | ----- | ----- |
| 1.   | Durham University  | 42 | 16 | 14 | 2  | 44 | 15 | 2,933 | 1 432 | 1 194 | 1,199 |
| 2.   | Malory Eagles      | 36 | 16 | 12 | 4  | 42 | 20 | 2,100 | 1 441 | 1 286 | 1,121 |
| 3.   | Richmond Docklands | 35 | 16 | 12 | 4  | 37 | 16 | 2,312 | 1 247 | 1 108 | 1,125 |
| 4.   | Newcastle Staffs   | 29 | 16 | 9  | 7  | 35 | 27 | 1,296 | 1 403 | 1 334 | 1,052 |
| 5.   | Polonia London     | 25 | 16 | 9  | 7  | 33 | 30 | 1,100 | 1 404 | 1 353 | 1,038 |
| 6.   | Sunderland         | 17 | 16 | 6  | 10 | 23 | 34 | 0,676 | 1 192 | 1 294 | 0,921 |
| 7.   | Team Essex         | 14 | 16 | 5  | 11 | 20 | 40 | 0,500 | 1 295 | 1 385 | 0,935 |
| 8.   | Sheffield          | 10 | 16 | 2  | 14 | 17 | 43 | 0,395 | 1 141 | 1 385 | 0,824 |
| 9.   | Leeds              | 8  | 16 | 3  | 13 | 17 | 43 | 0,395 | 1 194 | 1 410 | 0,847 |

      Campione d'Inghilterra